# Hotel Monopol (Braunschweig)

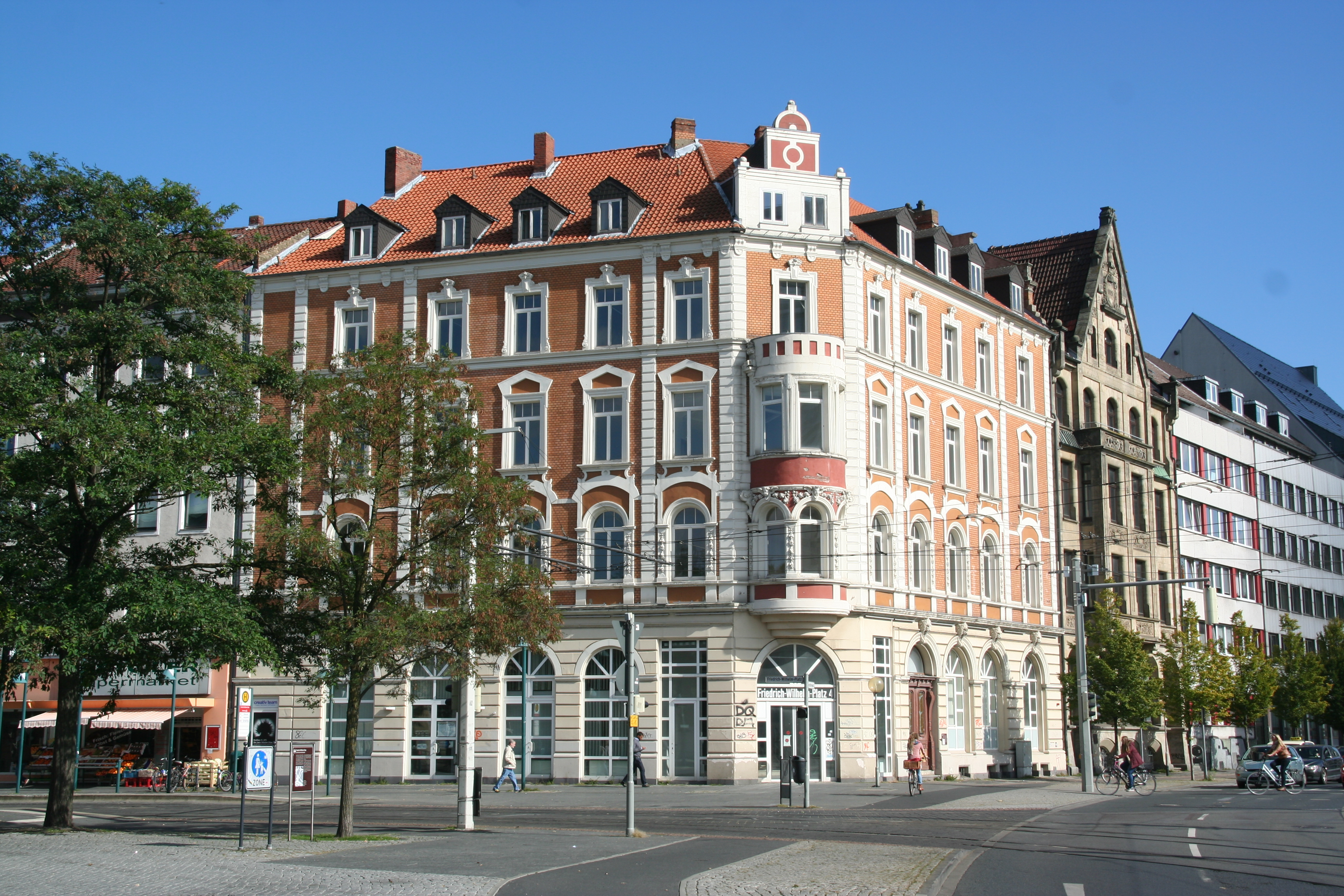
Gesamtansicht

Das Hotel Monopol ist ein denkmalgeschütztes Gebäude in der Braunschweiger Altstadt im Stadtbezirk Innenstadt. Das Bauwerk wurde von Constantin Uhde entworfen und 1889 im Stil des Historismus errichtet.

## Lage
Das Hotel liegt auf der Ostseite des Friedrich-Wilhelm-Platzes 4, Ecke Bruchtorwall 1, direkt gegenüber dem nach den Zerstörungen des Zweiten Weltkrieges wieder hergestellten und erhalten gebliebenen Kopfgebäudes des Alten Bahnhofs, der sich auf der anderen Seite der Oker befindet.

## Beschreibung

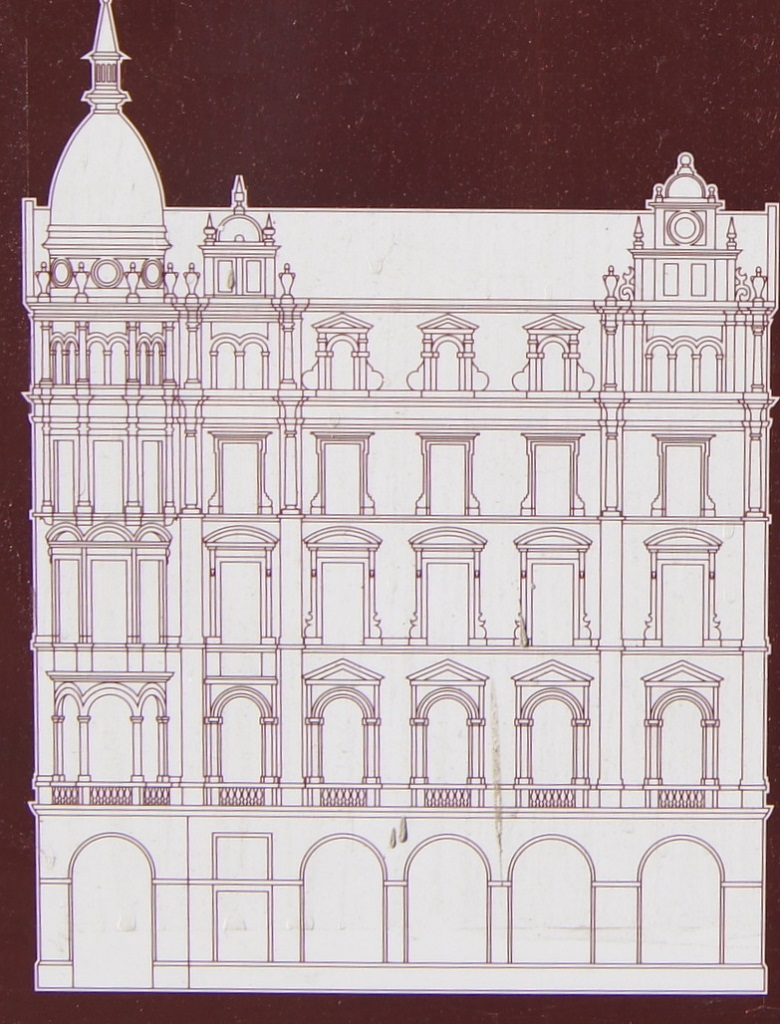
Ansicht der Südfassade (1898)

Hofzimmermeister C. Gerecke erteilte dem bekannten Braunschweiger Architekten Uhde im Februar 1889 den Auftrag zum Bau eines Hotels. Der Bau war zunächst wegen seiner Größe im Vergleich zur ihn umgebenden Bebauung umstritten, wurde aber dennoch planmäßig als Ziegelbau mit Putzgliederung im Stil der Neorenaissance ausgeführt. Das Monopol ist ein nahezu symmetrischer, viergeschossiger Eckbau. Das Erdgeschoss ist mit Werkstein gegliedert und mit großen, hohen, aneinander gereihten Rundbogenfenstern deutlich von den vertikal gegliederten Obergeschossen mit Ziegelwänden abgesetzt. Die Ecklage des Hauses wurde ursprünglich durch einen turmbekrönten Erker betont. Nach Kriegszerstörungen ist er heute in der Höhe deutlich reduziert. Auch die vier Zwerchhäuser der Seitenrisalite und das Mansarddach wurden zerstört. Die beiden Fassaden haben jeweils fünf Fensterachsen und je zwei Risalite. Die drei Obergeschosse sind mit ihren Putzelementen und Fensterrahmungen jeweils unterschiedlich und abwechslungsreich gestaltet. Diese Vielgliederigkeit und Vielartigkeit unterschiedlicher Fassadengestaltungselemente sorgte alsbald für Kritik, so bezeichnete der Kunsthistoriker Karl Steinacker den Hotelbau 1906 als „im Übrigen nicht einwandfrei“.

## Geschichte
Das Hotel hieß ursprünglich Metropol. 1912 wurde es verkauft und der neue Eigentümer benannte es in Monopol um und ließ im Erdgeschoss drei Ladengeschäfte einbauen, damit der Betrieb des Hotels gesichert war. Es befand sich 70 Jahre direkt gegenüber dem Braunschweiger Kopfbahnhof und war damit ein bekannter, unmittelbarer Anlaufpunkt für Reisende. Während des Zweiten Weltkrieges wurde die Umgebung des Hotels, vor allem der Bahnhof, durch alliierte Bombenangriffe zum Teil schwer in Mitleidenschaft gezogen. Am 28. März 1945 wurde das Hotel bei einem Bombenangriff schwer beschädigt, als eine Brandbombe das Gebäude fast zerstörte. Es konnte aber in etwas veränderter Bauform erhalten werden. Der Bahnhof war zum einen durch Bombenangriffe schwer beschädigt, zum anderen waren Verkehrsplaner der Auffassung, dass ein Kopfbahnhof unzeitgemäß sei. So wurde der Bahnhof 1960 stillgelegt und ca. einen Kilometer weiter am 1. Oktober 1960 der neue Braunschweiger Hauptbahnhof im Südosten der Stadt eröffnet.
Durch den Umzug des Bahnhofs verlor der gesamte Bereich rund um den Friedrich-Wilhelm-Platz schlagartig an wirtschaftlicher Bedeutung, da der Publikumsverkehr durch Pendler erheblich nach ließ und die Verkehrsströme größtenteils umgeleitet wurden. Auch das Hotel Monopol hatte darunter zu leiden, es verlor seinen einzigartigen Standortvorteil. Die Kriegsschäden waren zwar beseitigt worden, aber wirtschaftlich wurde der Betrieb wegen ausbleibender Kundschaft unrentabel, so dass das Monopol in den 1970ern schließen musste. Nach vielen wechselnden Mietern, war das Haus schließlich fast zu einer Ruine verkommen. 1986 konnte es der letzte Hoteleigentümer an die Stadt Braunschweig verkaufen.
Nach umfassenden Sanierungsarbeiten 1989/1990, wurde es als Büro- und Geschäftshaus genutzt. Nach weiteren Umbaumaßnahmen sollte das Gebäude als Luxushotel wiedereröffnet werden, was aber unterblieb. Laut einem Bericht der Braunschweiger Zeitung vom 7. März 2023 sind die Investitionspläne gescheitert und das Gebäude soll zwangsversteigert werden.

## Trivia
Im Nebenhaus auf dem Bruchtorwall lebte von 1907 bis 1910 die Schriftstellerin Ricarda Huch. In den 1950ern logierte Uwe Seeler, Fußballspieler des Hamburger SV, gelegentlich im Monopol. 1974 wurde der damalige Hoteleigentümer von zwei Jugendlichen ermordet, die Geld für ihre Fahrt nach Frankreich brauchten. Die Beute betrug 90 DM. Der Braunschweiger Autor Alexander Wallasch veröffentlichte als „Alexander Wall“ 2006 seinen Erstlingsroman Hotel Monopol.